# 19e étape du Tour d'Espagne 2013
La 19e étape du Tour d'Espagne 2013 s'est déroulée le vendredi 13 septembre 2013, entre San Vicente de la Barquera et Oviedo sur une distance de 181 km.

## Résultats

### Classement de l'étape
| Classement de la 19e étape | Classement de la 19e étape | Classement de la 19e étape | Classement de la 19e étape | Classement de la 19e étape |
|                            | Coureur                    | Pays                       | Équipe                     | Temps                      |
| -------------------------- | -------------------------- | -------------------------- | -------------------------- | -------------------------- |
| 1er                        | Joaquim Rodríguez          | Espagne                    | Katusha                    | en 4 h 16 min 13 s         |
| 2e                         | Diego Ulissi               | Italie                     | Lampre-Merida              | + 11 s                     |
| 3e                         | Daniel Moreno              | Espagne                    | Katusha                    | + 11 s                     |
| 4e                         | Samuel Sánchez             | Espagne                    | Euskaltel Euskadi          | + 11 s                     |
| 5e                         | Christopher Horner         | États-Unis                 | RadioShack-Leopard         | + 14 s                     |
| 6e                         | Alejandro Valverde         | Espagne                    | Movistar                   | + 14 s                     |
| 7e                         | Michele Scarponi           | Italie                     | Lampre-Merida              | + 16 s                     |
| 8e                         | Leopold König              | Tchéquie                   | NetApp-Endura              | + 20 s                     |
| 9e                         | Vincenzo Nibali            | Italie                     | Astana                     | + 20 s                     |
| 10e                        | Nicolas Roche              | Italie                     | Saxo-Tinkoff               | + 23 s                     |
| modifier                   |                            |                            |                            |                            |

### Points attribués
| Sprint intermédiaire de Villaviciosa (km 103) | Sprint intermédiaire de Villaviciosa (km 103) | Sprint intermédiaire de Villaviciosa (km 103) | Sprint intermédiaire de Villaviciosa (km 103) | Sprint intermédiaire de Villaviciosa (km 103) |
| --------------------------------------------- | --------------------------------------------- | --------------------------------------------- | --------------------------------------------- | --------------------------------------------- |
|                                               | Coureur                                       | Pays                                          | Équipe                                        | Point(s)                                      |
| 1er                                           | Edvald Boasson Hagen                          | Norvège                                       | Sky                                           | 4                                             |
| 2e                                            | Georg Preidler                                | Autriche                                      | Argos-Shimano                                 | 2                                             |
| 3e                                            | David Arroyo                                  | Espagne                                       | Caja Rural-Seguros RGA                        | 1                                             |
| modifier                                      |                                               |                                               |                                               |                                               |

| Sprint intermédiaire d'El Padrún (km 160) | Sprint intermédiaire d'El Padrún (km 160) | Sprint intermédiaire d'El Padrún (km 160) | Sprint intermédiaire d'El Padrún (km 160) | Sprint intermédiaire d'El Padrún (km 160) |
| ----------------------------------------- | ----------------------------------------- | ----------------------------------------- | ----------------------------------------- | ----------------------------------------- |
|                                           | Coureur                                   | Pays                                      | Équipe                                    | Point(s)                                  |
| 1er                                       | Edvald Boasson Hagen                      | Norvège                                   | Sky                                       | 4                                         |
| 2e                                        | Georg Preidler                            | Autriche                                  | Argos-Shimano                             | 2                                         |
| 3e                                        | José Herrada                              | Espagne                                   | Movistar                                  | 1                                         |
| modifier                                  |                                           |                                           |                                           |                                           |

| \| Classement de l'étape \| Classement de l'étape \| Classement de l'étape \| Classement de l'étape \| Classement de l'étape \| \| --------------------- \| --------------------- \| --------------------- \| --------------------- \| --------------------- \| \| \| Coureur \| Pays \| Équipe \| Point(s) \| \| 1er \| Joaquim Rodríguez \| Espagne \| Katusha \| 25 \| \| 2e \| Diego Ulissi \| Italie \| Lampre-Merida \| 20 \| \| 3e \| Daniel Moreno \| Espagne \| Katusha \| 16 \| \| 4e \| Samuel Sánchez \| Espagne \| Euskaltel Euskadi \| 14 \| \| 5e \| Christopher Horner \| États-Unis \| RadioShack-Leopard \| 12 \| \| 6e \| Alejandro Valverde \| Espagne \| Movistar \| 10 \| \| 7e \| Michele Scarponi \| Italie \| Lampre-Merida \| 9 \| \| 8e \| Leopold König \| Tchéquie \| NetApp-Endura \| 8 \| \| 9e \| Vincenzo Nibali \| Italie \| Astana \| 7 \| \| 10e \| Nicolas Roche \| Italie \| Saxo-Tinkoff \| 6 \| \| 11e \| Tanel Kangert \| Estonie \| Astana \| 5 \| \| 12e \| Domenico Pozzovivo \| Italie \| AG2R La Mondiale \| 4 \| \| 13e \| Dominik Nerz \| Allemagne \| BMC Racing \| 3 \| \| 14e \| Mikel Nieve \| Espagne \| Euskaltel Euskadi \| 2 \| \| modifier \| \| \| \| \| |                    |            |                    |          |
| Classement de l'étape |                    |            |                    |          |
| | Coureur            | Pays       | Équipe             | Point(s) |
| 1er | Joaquim Rodríguez  | Espagne    | Katusha            | 25       |
| 2e | Diego Ulissi       | Italie     | Lampre-Merida      | 20       |
| 3e | Daniel Moreno      | Espagne    | Katusha            | 16       |
| 4e | Samuel Sánchez     | Espagne    | Euskaltel Euskadi  | 14       |
| 5e | Christopher Horner | États-Unis | RadioShack-Leopard | 12       |
| 6e | Alejandro Valverde | Espagne    | Movistar           | 10       |
| 7e | Michele Scarponi   | Italie     | Lampre-Merida      | 9        |
| 8e | Leopold König      | Tchéquie   | NetApp-Endura      | 8        |
| 9e | Vincenzo Nibali    | Italie     | Astana             | 7        |
| 10e | Nicolas Roche      | Italie     | Saxo-Tinkoff       | 6        |
| 11e | Tanel Kangert      | Estonie    | Astana             | 5        |
| 12e | Domenico Pozzovivo | Italie     | AG2R La Mondiale   | 4        |
| 13e | Dominik Nerz       | Allemagne  | BMC Racing         | 3        |
| 14e | Mikel Nieve        | Espagne    | Euskaltel Euskadi  | 2        |
| modifier |                    |            |                    |          |

### Cols et côtes
| Alto de San Emiliano (km 148) 3e catégorie | Alto de San Emiliano (km 148) 3e catégorie | Alto de San Emiliano (km 148) 3e catégorie | Alto de San Emiliano (km 148) 3e catégorie | Alto de San Emiliano (km 148) 3e catégorie |
| ------------------------------------------ | ------------------------------------------ | ------------------------------------------ | ------------------------------------------ | ------------------------------------------ |
|                                            | Coureur                                    | Pays                                       | Équipe                                     | Point(s)                                   |
| 1er                                        | Edvald Boasson Hagen                       | Norvège                                    | Sky                                        | 3                                          |
| 2e                                         | Georg Preidler                             | Autriche                                   | Argos-Shimano                              | 2                                          |
| 3e                                         | Nicolas Edet                               | France                                     | Cofidis                                    | 1                                          |
| modifier                                   |                                            |                                            |                                            |                                            |

| Alto de la Manzaneda (km 169) 3e catégorie | Alto de la Manzaneda (km 169) 3e catégorie | Alto de la Manzaneda (km 169) 3e catégorie | Alto de la Manzaneda (km 169) 3e catégorie | Alto de la Manzaneda (km 169) 3e catégorie |
| ------------------------------------------ | ------------------------------------------ | ------------------------------------------ | ------------------------------------------ | ------------------------------------------ |
|                                            | Coureur                                    | Pays                                       | Équipe                                     | Point(s)                                   |
| 1er                                        | Georg Preidler                             | Autriche                                   | Argos-Shimano                              | 3                                          |
| 2e                                         | Serge Pauwels                              | Belgique                                   | Omega Pharma-Quick Step                    | 2                                          |
| 3e                                         | Juan Antonio Flecha                        | Espagne                                    | Vacansoleil-DCM                            | 1                                          |
| modifier                                   |                                            |                                            |                                            |                                            |

| \| Alto del Naranco (km 181) 2e catégorie \| Alto del Naranco (km 181) 2e catégorie \| Alto del Naranco (km 181) 2e catégorie \| Alto del Naranco (km 181) 2e catégorie \| Alto del Naranco (km 181) 2e catégorie \| \| -------------------------------------- \| -------------------------------------- \| -------------------------------------- \| -------------------------------------- \| -------------------------------------- \| \| \| Coureur \| Pays \| Équipe \| Point(s) \| \| 1er \| Joaquim Rodríguez \| Espagne \| Katusha \| 5 \| \| 2e \| Diego Ulissi \| Italie \| Lampre-Merida \| 3 \| \| 3e \| Daniel Moreno \| Espagne \| Katusha \| 1 \| \| modifier \| \| \| \| \| |                   |         |               |          |
| Alto del Naranco (km 181) 2e catégorie |                   |         |               |          |
| | Coureur           | Pays    | Équipe        | Point(s) |
| 1er | Joaquim Rodríguez | Espagne | Katusha       | 5        |
| 2e | Diego Ulissi      | Italie  | Lampre-Merida | 3        |
| 3e | Daniel Moreno     | Espagne | Katusha       | 1        |
| modifier |                   |         |               |          |

## Classements à l'issue de l'étape

### Classement général
| Classement général | Classement général | Classement général | Classement général | Classement général |
|                    | Coureur            | Pays               | Équipe             | Temps              |
| ------------------ | ------------------ | ------------------ | ------------------ | ------------------ |
| 1er                | Christopher Horner | États-Unis         | RadioShack-Leopard | en 77 h 56 min 5 s |
| 2e                 | Vincenzo Nibali    | Italie             | Astana             | + 3 s              |
| 3e                 | Alejandro Valverde | Espagne            | Movistar           | + 1 min 6 s        |
| 4e                 | Joaquim Rodríguez  | Espagne            | Katusha            | + 1 min 57 s       |
| 5e                 | Nicolas Roche      | Irlande            | Saxo-Tinkoff       | + 3 min 49 s       |
| 6e                 | Domenico Pozzovivo | Italie             | AG2R La Mondiale   | + 6 min            |
| 7e                 | Leopold König      | Tchéquie           | NetApp-Endura      | + 6 min 38 s       |
| 8e                 | Thibaut Pinot      | France             | FDJ.fr             | + 7 min 2 s        |
| 9e                 | Samuel Sánchez     | Espagne            | Euskaltel Euskadi  | + 7 min 45 s       |
| 10e                | Daniel Moreno      | Espagne            | Katusha            | + 11 min 5 s       |
| modifier           |                    |                    |                    |                    |

### Classement par points
| Classement par points | Classement par points | Classement par points | Classement par points | Classement par points |
| --------------------- | --------------------- | --------------------- | --------------------- | --------------------- |
|                       | Coureur               | Pays                  | Équipe                | Point(s)              |
| 1er                   | Alejandro Valverde    | Espagne               | Movistar              | 136 points            |
| 2e                    | Nicolas Roche         | Irlande               | Katusha               | 122 pts               |
| 3e                    | Joaquim Rodríguez     | Espagne               | Saxo-Tinkoff          | 117 pts               |
| modifier              |                       |                       |                       |                       |

### Classement du meilleur grimpeur
| Classement du meilleur grimpeur | Classement du meilleur grimpeur | Classement du meilleur grimpeur | Classement du meilleur grimpeur | Classement du meilleur grimpeur |
| ------------------------------- | ------------------------------- | ------------------------------- | ------------------------------- | ------------------------------- |
|                                 | Coureur                         | Pays                            | Équipe                          | Point(s)                        |
| 1er                             | Nicolas Edet                    | France                          | Cofidis                         | 38 points                       |
| 2e                              | Daniele Ratto                   | Italie                          | Cannondale                      | 30 pts                          |
| 3e                              | Christopher Horner              | États-Unis                      | RadioShack-Leopard              | 22 pts                          |
| modifier                        |                                 |                                 |                                 |                                 |

### Classement du combiné
| Classement du combiné | Classement du combiné | Classement du combiné | Classement du combiné | Classement du combiné |
| --------------------- | --------------------- | --------------------- | --------------------- | --------------------- |
|                       | Coureur               | Pays                  | Équipe                | Point(s)              |
| 1er                   | Christopher Horner    | États-Unis            | RadioShack-Leopard    | 9 points              |
| 2e                    | Nicolas Roche         | Irlande               | Saxo-Tinkoff          | 13 pts                |
| 3e                    | Vincenzo Nibali       | Italie                | Astana                | 15 pts                |
| modifier              |                       |                       |                       |                       |

### Classement par équipes
| Classement par équipes | Classement par équipes | Classement par équipes | Classement par équipes |
|                        | Équipe                 | Pays                   | Temps                  |
| ---------------------- | ---------------------- | ---------------------- | ---------------------- |
| 1re                    | Euskaltel Euskadi      | Espagne                | en 233 h 17 min 33 s   |
| 2e                     | Movistar               | Espagne                | + 5 min 44 s           |
| 3e                     | Astana                 | Kazakhstan             | + 7 min 56 s           |
| modifier               |                        |                        |                        |

## Abandons
- Johnny Hoogerland (Vacansoleil-DCM) : abandon
- Maxim Iglinskiy (Astana) : abandon